# أوتو دولار
أُوتو دولار ( (بالصينية المبسطة: 贵州汽车币; بالصينية التقليدية: 貴州汽車幣; البينيين: Guìzhōu qìchē bì; بالترجمة الحرفية 'Guizhou automobile coin') والمعروف أيضًا باسم دولار السيارات أو دولار سيارات قويتشو، هي عملة فضية بقيمة يوان واحد سَكَّها أمير الحرب الصيني Zhou Xicheng [周西成] في عام 1928 لإحياء ذكرى بناء الطرق في مقاطعة قويتشو. ويظهر على وجه العملة المعدنية سيارة تسير على طول الطريق، محاطة بالعشب المرتب لتهجئة الاسم الشخصي تشو، شيتشنغ (西成; Xīchéng) .
تولى تشو السلطة في منتصف عشرينيات القرن العشرين. وبعد ذلك حصل على أول سيارة معروفة في المقاطعة الريفية، وأشرف على بناء الطرق في جميع أنحاء المنطقة. على الرغم من أن بعض المصادر وصفت سيارة تشو بأنها نموذج ذو سقف ناعم من شركة Hudson Motor Car Company [الإنجليزية]، إلا أن السيارة التي تظهر على العملة المعدنية لا يبدو أنها تتوافق بشكل وثيق مع أي طراز أو ماركة محددة. أُنتِجَت 648000 قطعة نقدية من هذا النوع في دار سك النقود الصغيرة التي أنشأها تشو في غوييانغ. خرجت هذه العملة من التداول المنتظم في أوائل ثلاثينيات القرن العشرين، ويرجع ذلك جزئيًا إلى الطلب من هواة جمع العملات الدوليين. يُعد الأُوتو دولار نوع نادر ومزيف بشكل كبير؛ بِيعَ مثال معتمد بحالة ممتازة مقابل 336000 دولار أمريكي في مزاد عام 2023.

## خلفية

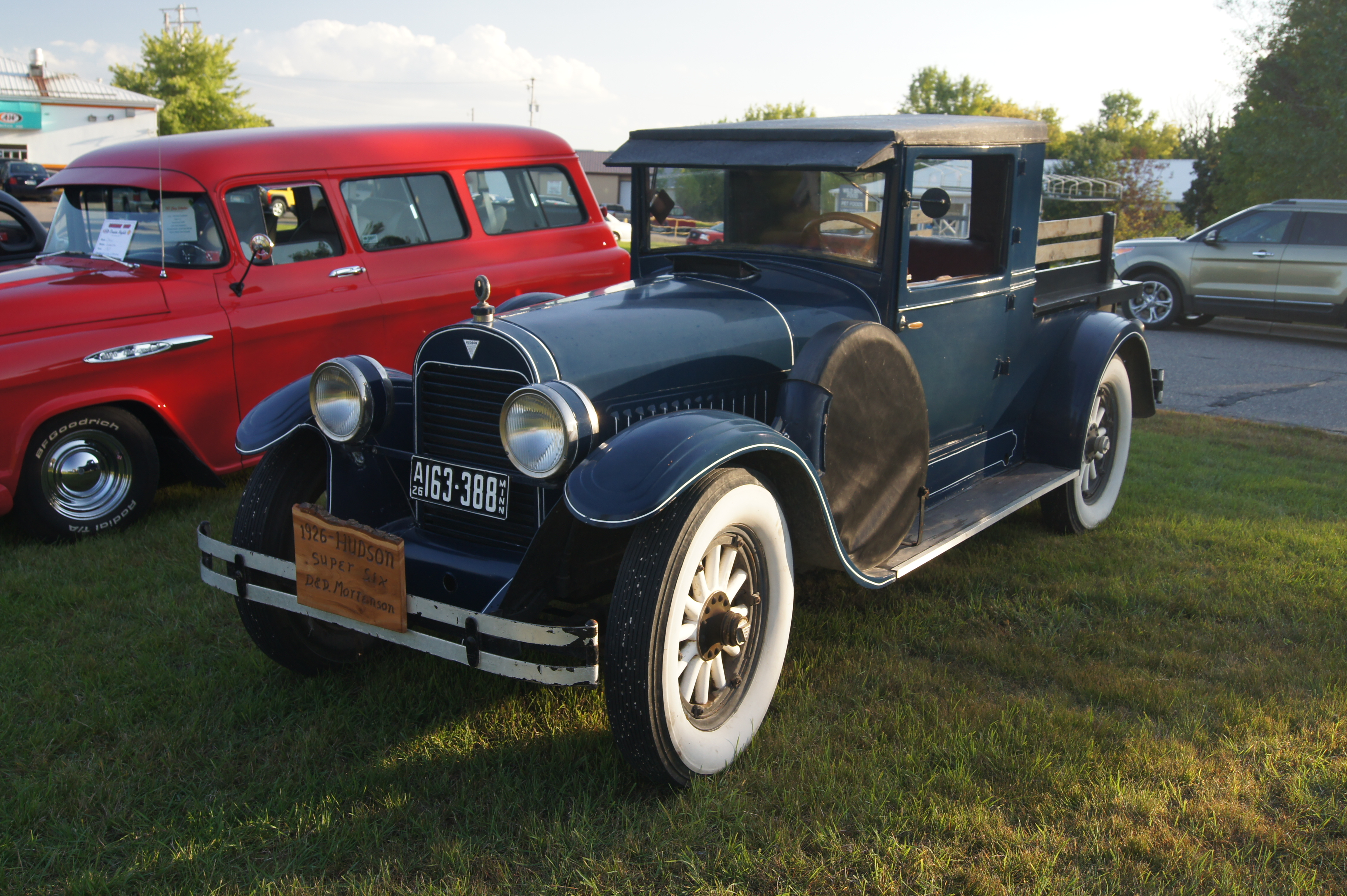
سيارة هدسون سوبر سيكس موديل 1926. تصف بعض المصادر سيارة تشو شيتشنغ بأنها من طراز هدسون.

قبل أواخر القرن التاسع عشر، كانت العملات الفضية في الصين تقتصر إلى حد كبير على العملات الأجنبية المستوردة، والتي كانت تستخدم إلى جانب العملات النقدية النحاسية وعملة سبائك الفضة. بدأ الإنتاج المحلي الواسع النطاق للعملات الفضية حوالي عام 1890 في مقاطعة غوانغدونغ من أجل التنافس مع الفضة الأجنبية. بحلول عام 1910، ظهرت دور سك العملة الفضية الإقليمية في حوالي نصف المقاطعات الصينية. تأخر إدخال العملة الفضية المنتجة مركزيا من قبل حكومة تشينغ بسبب عدم اليقين بشأن أولوية التايل أو الدولار (圓; yuán) كمعيار نقدي أساسي. لم تنتج دار سك العملة المركزية في تيانجين سوى كميات محدودة من دولارات التنين [الإنجليزية] قبل ثورة 1911، ودُمِّرَت في العام التالي. دخلت العملة المركزية الإنتاج مرة أخرى في عام 1915، ولكن أُحبِط ذلك مع ظهور عصر أمراء الحرب. لم يُتَوَصَّل إلى نظام عملة وطني موحد حتى عامي 1932 و1933، مع افتتاح دار سك العملة المركزية في شنغهاي [الإنجليزية] من قبل الحكومة القومية.  
شغل يوان زومينغ [بالصينية: 袁祖铭] منصب الحاكم العسكري لمقاطعة قويتشو حتى وفاته على يد القوات القومية في عام 1927 بسبب اتهامه بعدم الولاء. بعد ذلك، تولّى نائبه الاسمي، تشو شيتشنغ [بالصينية: 周西成]، السيطرة الكاملة على المقاطعة. كان تشو، الذي يُعد بالفعل حاكمًا مدنيًا بارزًا وزعيم حرب، متحالفًا بشكل وثيق مع الحكومة القومية واستثمر بكثافة في البنية التحتية المدنية لمقاطعة قويتشو. استورد تشو أول سيارة معروفة في المقاطعة حوالي عام 1926، ووُصفت في مذكرات المستشار الهندسي أوليفر جوليان تود بأنها "سيارة أمريكية ذات سبعة مقاعد". وتُشير بعض المصادر إلى أن هذه السيارة كانت نموذجًا "بسقف مرن" من إنتاج شركة هادسون موتور كار. بالإضافة إلى مشاريع إنشاء الطرق على نطاق واسع في جميع أنحاء المقاطعة، رعى تشو مشاريع بنية تحتية وإنشاءات مختلفة في مدينة غوييانغ. ومن بين هذه المشاريع، بناء ترسانة ودار سك صغيرة للعملات في المدينة.

## التصميم والتاريخ

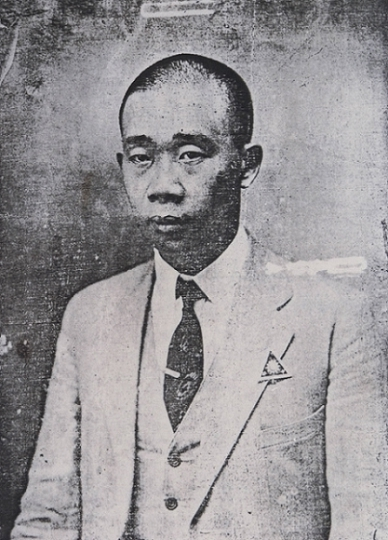
تشو شيتشنغ، ق. 1920s

لم تكن هناك دور سك عملات في قويتشو خلال أوائل عشرينيات القرن العشرين، وكانت تعتمد على العملات المعدنية المنتجة في مقاطعات أخرى. في عام 1926، أُنشِئ دار سك مؤقتة في جنوب قويتشو، باستخدام الآلات وقوالب العملات المعدنية المأخوذة من Chengdu mint [成都造币厂]. بفضل الآلات والفنيين الذين وفرتهم الترسانة المحلية، تمكنت دار سك العملة في غوييانغ من إنتاج العملات المعدنية بحلول عام 1928. وعلى النقيض من العديد من أمراء الحرب الإقليميين الآخرين في الصين، لم يطلب تشو مطلقًا سك العملات المعدنية التي تحمل صورته. ربما كان هذا بسبب رغبته في تجنب الارتباط بأمراء الحرب الآخرين والتأكيد على ولائه للحكومة القومية. 
ورغم أن هذه العملة تهدف إلى الاعتراف بسمعة تشو في مجال بناء الطرق بشكل عام، إلا أنه من المعتقد أنها تخلد ذكرى الانتهاء من بناء طريق سريع إقليمي في قويتشو عام 1928. لقد سُكَّت في تلك السنة فقط. يظهر على الوجه الأمامي سيارة تسير على طول الطريق، مع ترتيب العشب في المقدمة ليُشكّل اسم "شيتشنغ" (西成; Xīchéng) الشخصي لتشو عند إمالة العملة بزاوية 90 درجة.   على الرغم من أن المقصود من العملة هو تمثيل سيارة تشو، إلا أن السيارة التي تظهر على العملة لا تتطابق تمامًا مع وصفها؛ حيث صُوِّرَت بسقف صلب وتصميم لا يتوافق مع أي طراز أو علامة تجارية محددة.   تصميم السيارة والعشب محاط بحلقة لؤلؤية. يوجد حول هذا نص يشير إلى حكومة قويتشو باعتبارها الجهة المصدرة، بالإضافة إلى وزن العملة الفضية - سبعة صولجانات واثنان من الكاندارين. 
يتضمن الوجه الخلفي نصًا صينيًا يحيط بختم وردي مركزي مرتبط بعملة جمهورية سيتشوان. تحيط بالختم المركزي أربعة أحرف مكتوب عليها "عملة قويتشو فضية" (بالصينية: 貴州銀幣; البينيين: Guìzhōu yínbì). تحيط دائرة معقودة بالشخصيات المركزية، وفوقها التاريخ وفقًا للتقويم الجمهوري الصيني، 17 (1928 م). يظهر الفئة النقدية (الصينية: 壹圓; بينيين: Yī yuán; وتعني "يوان واحد"). يوجد خطان ورديان صغيران على جانبي الوجه الأمامي والخلفي للعملة. سُكَّت العملة من الفضة، ويبلغ وزنها 25.8 غ (0.9 أونصة)، وقطرها 39 مـم (1.5 بوصة). اُصدِرت 648000 قطعة.  
توجد بعض أنواع العملة المعدنية، التي تختلف بفروق بسيطة في تصوير السيارة، والعشب، والنص. عادةً ما تكون الخطوط الموجودة على طول غطاء محرك السيارة منحنية باتجاه الأعلى، ولكنها تظل مستقيمة في بعض الأنواع. يمكن رؤية شفرتين من العشب على طول الرصيف في الزاوية اليمنى السفلية في معظم الأصناف، ولكن يمكن رؤية ثلاث شفرات في صنف واحد. ويظهر تنوع آخر وجود أسلاك إضافية على عجلات السيارة. 

## الإرث والتجميع
أصبحت العملة المعدنية مشهورة بين هواة الجمع بعد وقت قصير من إصدارها. بحلول أوائل ثلاثينيات القرن العشرين، أصبحت العملة المعدنية نادرة بشكل متزايد في التداول بسبب الطلب عليها من هواة الجمع الدوليين.  بيعت إحدى العملات المصنفة بالدرجة AU 53 من قبل شركة Numismatic Guaranty Company [الإنجليزية] في مزاد مقابل 192000 دولار أمريكي في يناير 2022.  في يونيو 2023، كُسِرَ هذا الرقم القياسي بواسطة مثال مصنف MS 62، وهو ثاني أعلى تصنيف لأي سيارة معروفة من الأوتو دولار. بيعت هذه العملة المعدنية بمبلغ 336000 دولار أمريكي في معرض هونغ كونغ الدولي للعملات. 
بسبب ندرة هذه العملة المعدنية، فإنها غالبًا ما تكون مزورة. تتميز النماذج المقلدة عادةً بجودة أعلى واتساق أعلى، وذلك بسبب العيوب المتفشية في القالب ورداءة جودة المعدن داخل الإصدار الأصلي.  

### الاستشهادات
1. ↑  Wright 1992، صفحات 97–98.
2. ↑  Wright 1978، صفحات 148–149.
3. 1 2  Bevan 2019، صفحات 347–350.
4. ↑  Wright 1978، صفحة 159.
5. 1 2 3  Bevan 2019، صفحات 354–355.
6. ↑  Wright 1978، صفحات 168–170.
7. 1 2  Bevan 2019، صفحات 345–346.
8. 1 2  China Weekly Review 1933، صفحات 450–451.
9. ↑  Hernandez، Jaime (12 أغسطس 2013). "A Warlord Produces the China 1928 Auto Dollar". Professional Coin Grading Service. مؤرشف من الأصل في 2025-01-25. اطلع عليه بتاريخ 2024-05-31.
10. ↑  Wright 1978، صفحات 169–170.
11. 1 2 3  Kann 1954، صفحات 261–263.
12. ↑  Thomas & Schmidt 2017، صفحة 434.
13. 1 2  "NGC-certified Chinese "Auto Dollar" Realizes $192,000 in January Sale". Numismatic Guaranty Company. 7 فبراير 2022. مؤرشف من الأصل في 2025-02-09. اطلع عليه بتاريخ 2024-05-31.
14. ↑  "'Long-Whiskered Dragon' Dollar Flies to $690,000, Bringing the Heat to $9.7 Million HKINF World Coins Platinum Event". Numismatic News. 26 يونيو 2023. مؤرشف من الأصل في 2025-01-25.
15. ↑  "Year 17 (1928) Kweichow L&M-609 Dollar". Numismatic Guaranty Company. مؤرشف من الأصل في 2025-01-25. اطلع عليه بتاريخ 2024-05-31.

### فهرس
- "'Motor-Car' Dollar Which Brought Bad Luck to Kweichow General". The China Weekly Review. 11 نوفمبر 1933. ص. 450–451.
- Bevan، Paul (2019). "Zhou Xicheng's "Guizhou Auto Dollar": Commemorating the Building of Roads for Famine Relief". مجلة الجمعية الآسيوية الملكية. ج. 29 ع. 2: 345–359. DOI:10.1017/S1356186318000561. مؤرشف من الأصل في 2020-03-11.
- Kann، Eduard (1954). Illustrated Catalog of Chinese Coins (Gold, Silver, Nickel, and Aluminum). OCLC:3677901.
- Thomas، Michael؛ Schmidt، Tracy L.، المحررون (2017). 2018 Standard Catalog of World Coins: 1901-2000. Iola: Krause Publications. ISBN:9781440247972.
- Wright، R. N. J. (1978). "The Silver Coinage of China, 1912-1928". The Numismatic Chronicle. ج. 18 ع. 138: 147–175. JSTOR:42666643. مؤرشف من الأصل في 2024-12-07.
- Wright، R. N. J. (1992). "The Debasement of the Republican Silver Coinage of Yunnan Province". The Numismatic Chronicle. ج. 152 ع. 152: 97–109. ISBN:9781440247972. JSTOR:42667836. مؤرشف من الأصل في 2024-05-31.